# Đường vành đai 2 (Thành phố Hồ Chí Minh)

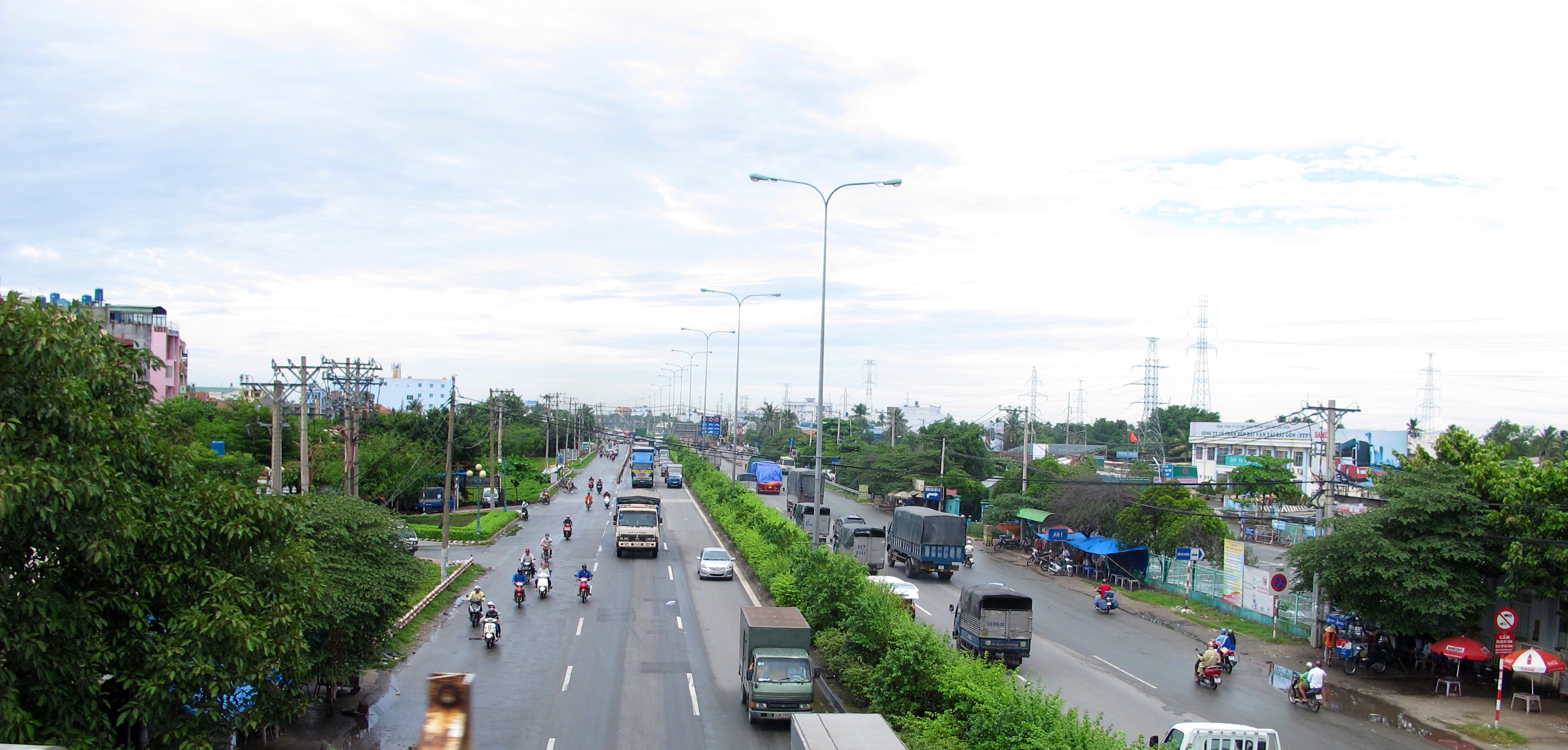
Đoạn Vành đai 2 đi qua Quận 12 (Nhìn từ Cầu vượt Ngã Tư Ga)

Đường vành đai 2 Thành phố Hồ Chí Minh là tuyến đường bộ đô thị cấp 1 vòng tròn ở Thành phố Hồ Chí Minh. Toàn tuyến dài 70 km, bắt đầu từ đường Nguyễn Văn Linh, chạy theo hướng Đông Bắc qua cầu Phú Mỹ đến nút giao Mỹ Thủy, đi theo đường Võ Chí Công, giao cắt với đường cao tốc TP HCM - Long Thành - Dầu Giây tại nút giao Phú Hữu rồi qua cầu Phú Hữu (cầu Rạch Chiếc 2). Sau đó, con đường rẽ sang hướng Tây Bắc đi ngã tư Bình Thái, giao cắt với xa lộ Hà Nội, rồi giao cắt với đường Phạm Văn Đồng và đến nút giao Gò Dưa. Từ nút giao Gò Dưa, con đường chạy theo Quốc lộ 1 đến nút giao An Lập, rồi theo đường Hồ Học Lãm và Trịnh Quang Nghị để khép vào đường Nguyễn Văn Linh. Tuyến đường đi qua thành phố Dĩ An, tỉnh Bình Dương và các quận Bình Tân, Quận 7, Quận 8, Quận 12, huyện Hóc Môn, huyện Bình Chánh và thành phố Thủ Đức của Thành phố Hồ Chí Minh.

## Lộ trình
- Bắt đầu từ nút giao thông cầu vượt Gò Dưa (Quốc lộ 1, Q.Thủ Đức) – nút giao thông cầu vượt Bình Phước (giao với Quốc lộ 13) – nút giao thông An Sương (giao với Quốc lộ 22): Đoạn này trùng với Quốc lộ 1 và đã hoàn thiện.
- Nút giao thông An Sương (giao với Quốc lộ 22) – ngã 3 An Lập (vòng xoay Tân Tạo) (Quốc lộ 1 giao với đường Hồ Học Lãm): Đoạn này trùng với Quốc lộ 1 và đã hoàn thiện
- Đường Hồ Học Lãm – bến phà Phú Định qua cầu kênh Đôi – đường Trịnh Quang Nghị – Nguyễn Văn Linh (giao với đường Trịnh Quang Nghị): Đoạn này chưa được khép kín hoàn toàn.
- Đường Nguyễn Văn Linh – cầu Phú Mỹ: Đoạn này đã hoàn thiện.
- Cầu Phú Mỹ – đường Võ Chí Công – cầu Phú Hữu: Đoạn này đã hoàn thiện.
- Cầu Phú Hữu – đường Võ Chí Công – ngã 4 Bình Thái (trên trục đường xa lộ Hà Nội): Đoạn này mới hoàn thiện đoạn đường Võ Chí Công khu công nghệ cao, đoạn từ Võ Chí Công ra ngã tư Bình Thái vẫn chưa có tiến triển gì.
- Ngã 4 Bình Thái (trên trục đường xa lộ Hà Nội) – Ngã 3 Linh Đông (giao với đường Phạm Văn Đồng) – nút giao Gò Dưa: Đoạn này mới đang thi công đoạn đường từ Ngã 3 Linh Đông đến nút giao Gò Dưa, đoạn từ Ngã 4 Bình Thái đến Ngã 3 Linh Đông vẫn chưa tiến triển.

## Tiến độ
Hiện đường Vành Đai 2 còn 14 km tương ứng với 4 phân đoạn chưa được khép kín, cụ thể:
- đoạn 1: từ cầu Phú Hữu đến ngã tư Bình Thái trên Xa lộ Hà Nội, dài 3,5 km, đã thông qua chủ trương từ tháng 9 năm 2023, tổng vốn đầu tư dự kiến khoảng 9328 tỷ đồng, dự kiến sẽ khởi công từ quý 2 năm 2025 và đưa vào khai thác vào cuối năm 2026, đoạn này sẽ gồm 2 đường song hành 2 bên, mỗi đường rộng 17m, đáp ứng 3 làn xe.[2]
- đoạn 2: từ Xa lộ Hà Nội đến Đại lộ Phạm Văn Đồng, dài khoảng 2,75 km, dự kiến trình thông qua vào tháng 12 năm 2023, với tổng vốn đầu tư dự kiến khoảng 4.543 tỷ đồng. Đoạn này dự kiến sẽ gồm 2 đường song hành 2 bên, mỗi đường rộng 16,5m, đáp ứng 3 làn xe, để trống ở giữa 34m để phục vụ mở rộng.[2]
- đoạn 3: từ đường Phạm Văn Đồng đến ngã tư Gò Dưa, dài 2,7 km, đã triển khai từ 2017 với tổng vốn hơn 2700 tỉ đồng nhưng còn đang dang dở.[2]
- đoạn 4: từ ngã ba An Lập trên Quốc lộ 1A theo đường Hồ Học Lãm và Trịnh Quang Nghị, qua phà Phú Định, nối vào đường Nguyễn Văn Linh, dài 5,3 km tổng mức đầu tư 16.400 tỉ đồng, được Sở GTVT TPHCM đề xuất làm theo hai giai đoạn trước năm 2030.[2]

### Đoạn từcầu Phú Hữu- cầu vượt Gò Dưa
Hiện đang triển khai công tác giải phóng mặt bằng, phần đường chính sẽ bao gồm 10 làn xe, lộ giới quy hoạch 67m. Dự án này có tổng mức đầu tư giai đoạn 1 là 2.534,568 tỷ đồng. Trong đó khoản chi phí giải phóng mặt bằng (cho cả giai đoạn hoàn chỉnh) ước tính khoảng 1.400 tỷ đồng. UBND TP.HCM đã phê duyệt dự án này tại Quyết định số 5305/QĐ-UBND ngày 20-10-2015 với nhà đầu tư là Liên doanh trong nước.
Dự án sẽ được đầu tư theo hai giai đoạn. Giai đoạn 1 sẽ xây dựng mới hai nhánh đường song song hai bên tuyến chính theo quy hoạch, bề rộng mỗi nhánh là 10,5m (3 làn xe), phần đất ở giữa để trống (dành cho đầu tư tuyến chính trong giai đoạn 2). Mặt cắt ngang tổng thể tuyến theo quy hoạch rộng 67m. Thông tin quy hoạch đường Vành Đai 2 chiến lược thành phố Thủ Đức có các dự án xây dựng từng đoạn tuyến kết nối từ đường Phạm Văn Đồng đến nút giao thông cầu vượt Gò Dưa (Quốc Lộ 1) và có chiều dài toàn tuyến 2.960,37m. Ngoài ra, còn có 3 cây cầu được xây dựng trong giai đoạn này là Rạch Gò Cát, cầu Rạch Lùng, Rạch Ông Việt với chiều dài của mỗi cây cầu là 79,83m.
Dự án xây dựng đoạn tuyến kết nối từ nút giao thông đường Phạm Văn Đồng đến Bình Thái có chiều dài  là 1.976,2m và chiều rộng 67m. Dự án còn có hạng mục cầu Rạch Ngang với chiều dài 81,35m, chiều rộng 24m.
Dự án xây dựng đoạn tuyến kết nối từ bờ cầu Rạch Chiếc trên vành đai phía Đông đến trục đường Xa lộ Hà Nội và nút giao thông Bình Thái có chiều dài là 3.820m, chiều rộng 67m. Nút giao thông Bình Thái sẽ được thi công theo dạng nút giao hoa thị khác mức. Ngoài ra, trong dự án còn có hạng mục xây cầu Đường Xuồng có chiều dài 171,3m, rộng 19m.

### Đoạn từ Ngã 3 An Lập - đường Nguyễn Văn Linh
Dự án đầu tư và triển khai hạ tầng cuối cùng đó là đường nối từ nút giao thông An Lập đến đường Nguyễn Văn Linh, chiều dài toàn tuyến khoảng 5,3 km và chiều rộng là 60m. Hiện đã có một số nhà đầu tư quan tâm đến dự án và Sở Giao thông Vận tải đang hướng dẫn nhà đầu tư nghiên cứu, lập đề xuất dự án làm cơ sở triển khai các bước tiếp theo.